# Bondsdagverkiezingen 1961
De Bondsdagverkiezingen van 1961 vonden op 17 september 1961 plaats. Het waren de vierde federale verkiezingen in de Bondsrepubliek Duitsland. Bij deze verkiezingen verloren de Unionparteien (CDU en CSU) hun meerderheid in de Bondsdag (Bundestag).

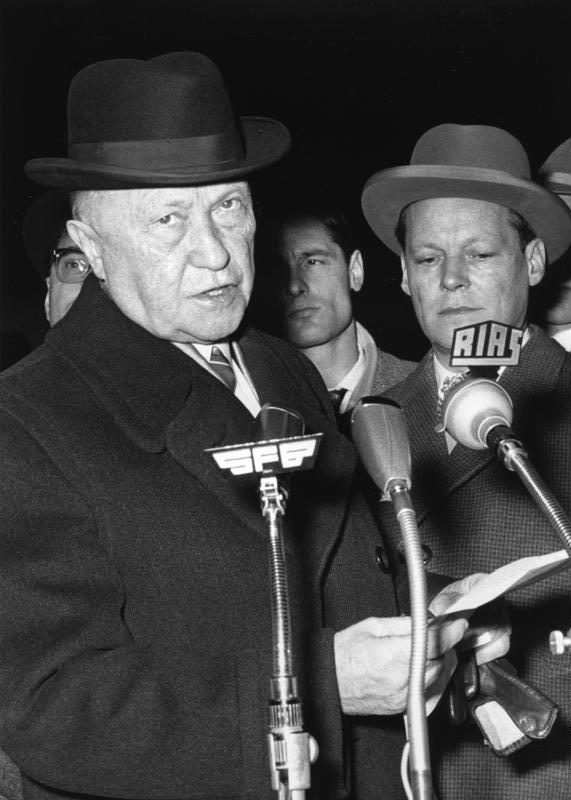
Adenauer (links) en zijn 37 jaar jongere tegenstander Brandt in Berlijn, 22 augustus 1961

De CDU/CSU ging de verkiezingen in met Konrad Adenauer, die al sinds 1949 bondskanselier was. Vanaf 1960, toen de twee DP-ministers naar de CDU gingen, waren in Adenauers regering alleen vertegenwoordigers van CDU en CSU. Op 13 augustus 1961 werd in Berlijn de Muur gebouwd; het werd fel bekritiseerd dat Adenauer vrij laat zich in West-Berlijn liet zien en blijkbaar zijn verkiezingscampagne belangrijker vond. Volgens de enquêtes lijkt dit echter geen al te grote invloed op de uitslag te hebben gehad.
Belangrijkste concurrent was Willy Brandt, de jonge burgemeester van West-Berlijn. SPD-voorzitter Erich Ollenhauer werd na twee verloren verkiezingen vervangen door een kanselierskandidaat die in de bevolking veel populariteit had verworven. Binnen de partij was Brandt, die als rechts en anticommunistisch gold, weliswaar veel minder populair, bij de verkiezingen op het partijcongres kwam hij niet eens het bestuur in. In het voordeel van Brandt was verder dat zijn partij in 1959 zich een nieuw, gematigder program had gegeven en in 1960 de integratie in Westerse organisaties (NAVO, Europa) had aanvaard. Adenauer maakte een misstap toen hij bij een speech van de heer Brandt, alias Frahm had gesproken, dit werd door de sociaaldemocraten als verwijzing naar de onechtelijke geboorte van Brandt bekritiseerd (in werkelijkheid was Willy Brandt een pseudoniem uit de oorlogstijd en had niets met de geboorte van Karl-Herbert Frahm te maken).

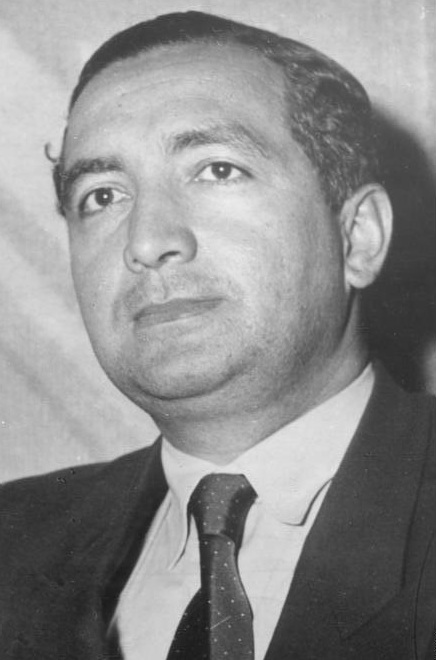
Erich Mende

Evenals de SPD wilde ook de liberale FDP een buitenlandse politiek die zich actiever voor de Duitse hereniging inzette. De ver rechts staande Erich Mende was sinds 1960 de betrekkelijk jonge partijvoorzitter. De FDP sloot een coalitie met de SPD uit en wilde ook met de CDU/CSU alleen onder een voorwaarde in een coalitie: de 85-jarige Adenauer, die voor een verkeerde buitenlandse politiek werd verantwoordelijk gemaakt, moest opstappen.
Bij de Bondsdagverkiezingen van 17 september 1961 verloor de CDU/CSU haar absolute meerderheid en had dus een coalitiepartner nodig. De SPD boekte winst maar bleef ver achter de Union. De FDP steeg op 12,6 procent, het beste FDP-bondsdagresultaat ooit.
CDU 23 zetels en kwam op 192. De SPD boekte 21 zetels winst en verkreeg 190 zetels in de nieuwe Bondsdag. Het verschil tussen de twee partijen was nihil. Grote winst was er ook voor de FDP die 26 zetels won en in totaal op 67 zetels kwam. De conservatieve Duitse Partij (Deutsche Partei) verdween uit de Bondsdag.

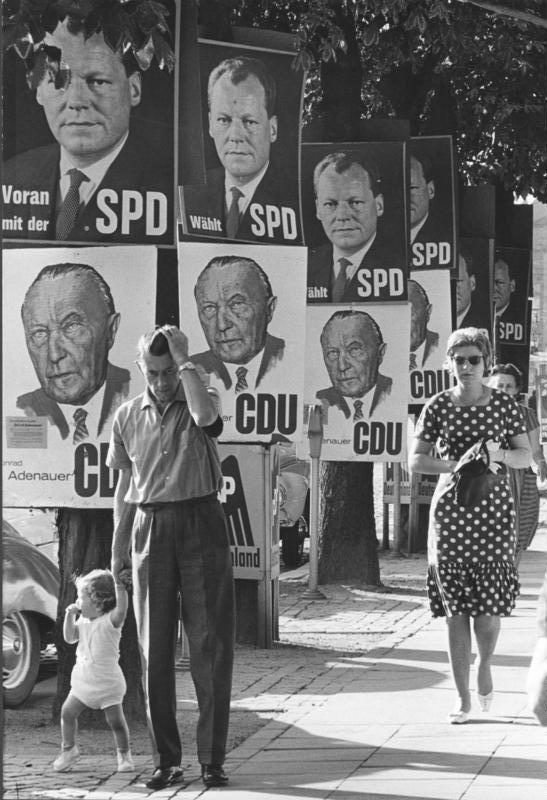
Verkiezingsaffiches in Bonn

## Uitslag
N.B.: De Berlijnse gemeenteraad koos rechtstreeks 13 SPD'ers en 9 CDU'ers.
| Partij                                                                                     | %     | zetels  | verschil |
| ------------------------------------------------------------------------------------------ | ----- | ------- | -------- |
| Christelijk Democratische Unie van Duitsland (Christlich Demokratische Union Deutschlands) | 35,8% | 192 (9) | -23      |
| Christelijk-Sociale Unie (Christlich-Soziale Union)                                        | 9,5%  | 50      | -5       |
| Vrije Democratische Partij (Freie Demokratische Partei)                                    | 12,8% | 67      | +26      |
| Sociaaldemocratische Partij van Duitsland (Sozialdemokratische Partei Deutschlands)        | 36,2% | 190     | +21      |
| Overigen                                                                                   | 5,7%  | 0       |          |
| Totaal                                                                                     | 100%  | 499     | +2       |

|  |

|  |

|  |

|  |

|  |

|  |

|  |

|  |

## Formatie
De formatiegesprekken tussen de CDU en de FDP verliepen uiterst moeizaam. De FDP en het CDU waren het wel snel eens over de te voeren economische politiek, maar de persoon Adenauer bleek het grootste probleem. De FDP stond erop dat de CDU een nieuwe kandidaat voor het bondskanselierschap. Uiteindelijk werd Adenauer met een krappe meerderheid (258 stemmen) door de Bondsdag gekozen als bondskanselier. De coalitiepartij FDP kreeg echter de toezegging dat Adenauer niet de gehele periode van vier jaar bondskanselier zou blijven, maar dat halverwege dit termijn een nieuwe bondskanselier zou aantreden. Mende bleef fractievoorzitter. In 1963 werd de christendemocratische minister van Economische Zaken Ludwig Erhard bondskanselier.